# 姜達秀
姜 達秀（カン・ダルス、朝鮮語: 강달수、1905年5月18日または11月4日 - 1981年6月24日）は、日本統治時代の朝鮮および大韓民国の農家、校長、政治家。制憲韓国国会議員。

## 経歴
慶尚南道河東郡出身。漢文修学、小学校卒。農業を経て、解放後は韓国民主党晋州支党創立委員、大韓独立促成国民会晋州支部長・全北南原郡支部連絡部長、大韓独立農民総連盟慶尚南道連盟組織部長、朝鮮民族青年団慶南泗川郡顧問などを務めた。1948年の初代総選挙で一五倶楽部の部員として河東郡選挙区から国会議員に当選し、国会産業委員会委員を務めた。政界引退後は信託銀行に8年間、水利組合に4年間勤務し、1954年に密城水利組合組合長、1967年に河東中学校校長をそれぞれ務めた。
1981年6月24日、慶尚南道三千浦市の自宅で持病により死去。享年77。